# 米哈沃沃
米哈沃沃是波蘭的城鎮，位於該國東北部蘇普拉希爾河畔，由波德拉謝省負責管轄，面積2.14平方公里，鎮上的東正教教堂建於1908年，2008年人口3,621。
53°2′12″N 23°36′13″E / 53.03667°N 23.60361°E